# Comuna Ciofrângeni, Argeș
Ciofrângeni (în trecut, Alimănești-Ciofrângeni) este o comună în județul Argeș, Muntenia, România, formată din satele Burluși, Ciofrângeni (reședința), Lacurile, Piatra și Schitu-Matei.

## Așezare
Comuna se află la marginea vestică a județului, la limita cu județul Vâlcea, pe malurile Topologului. Este străbătută de șoseaua națională DN73C, care leagă Curtea de Argeș de Râmnicu Vâlcea. La Ciofrângeni, începe o porțiune comună a acestui drum cu șoseaua județeană DJ678A, care duce spre sud la Poienarii de Argeș și mai departe în județul Vâlcea la Milcoiu (unde se intersectează cu DN7), Nicolae Bălcescu și Galicea și spre nord, de la Tigveni la Cepari și Șuici. La Lacurile, din DJ678A se ramifică șoseaua județeană DJ704F, care duce spre est la Băiculești (unde se termină în DN7C).

## Demografie
Componența etnică a comunei Ciofrângeni
     Români (91,52%)
     Alte etnii (0,15%)
     Necunoscută (8,33%)
Componența confesională a comunei Ciofrângeni
     Ortodocși (89,55%)
     Alte religii (1,72%)
     Necunoscută (8,74%)
Conform recensământului efectuat în 2021, populația comunei Ciofrângeni se ridică la 1.980 de locuitori, în scădere față de recensământul anterior din 2011, când fuseseră înregistrați 2.326 de locuitori. Majoritatea locuitorilor sunt români (91,52%), iar pentru 8,33% nu se cunoaște apartenența etnică. Din punct de vedere confesional, majoritatea locuitorilor sunt ortodocși (89,55%), iar pentru 8,74% nu se cunoaște apartenența confesională.

## Politică și administrație
Comuna Ciofrângeni este administrată de un primar și un consiliu local compus din 11 consilieri. Primarul, Dorin-Florin Panțeru[*], de la Partidul Social Democrat, este în funcție din 2004. Începând cu alegerile locale din 2024, consiliul local are următoarea componență pe partide politice:
|  | Partid                          | Consilieri | Componența Consiliului | Componența Consiliului | Componența Consiliului | Componența Consiliului | Componența Consiliului | Componența Consiliului | Componența Consiliului | Componența Consiliului |
|  | ------------------------------- | ---------- | ---------------------- | ---------------------- | ---------------------- | ---------------------- | ---------------------- | ---------------------- | ---------------------- | ---------------------- |
|  | Partidul Social Democrat        | 8          |                        |                        |                        |                        |                        |                        |                        |                        |
|  | Partidul Național Liberal       | 2          |                        |                        |                        |                        |                        |                        |                        |                        |
|  | Alianța pentru Unirea Românilor | 1          |                        |                        |                        |                        |                        |                        |                        |                        |

## Istorie
La sfârșitul secolului al XIX-lea, comuna purta numele de Alimănești-Ciofrângeni, era reședința plășii Topolog a județului Argeș și era formată din satele Alimăneștii de Sus, Brădițești, Burluși, Ciofrângeni-Pământeni, Ciofrângeni-Ungureni, Duculești, Ghibești, Lacurile, Piatra, Scheiu și Schitu Matei, având în total 2352 de locuitori. Exista în comună o școală primară. Anuarul Socec din 1925 consemnează comuna cu numele actual de Ciofrângeni, în aceeași plasă, având 3201 locuitori în satele Burluși, Ciofrângeni, Gibești, Lacurile, Piatra, Scheia, Duculești și Schitu Matei.
În 1950, comuna a fost transferată raionului Curtea de Argeș din regiunea Argeș. În 1968, ea a revenit la județul Argeș, reînființat, tot atunci, satul Duculești fiind desființat și comasat cu satul Ciofrângeni.

## Monumente istorice

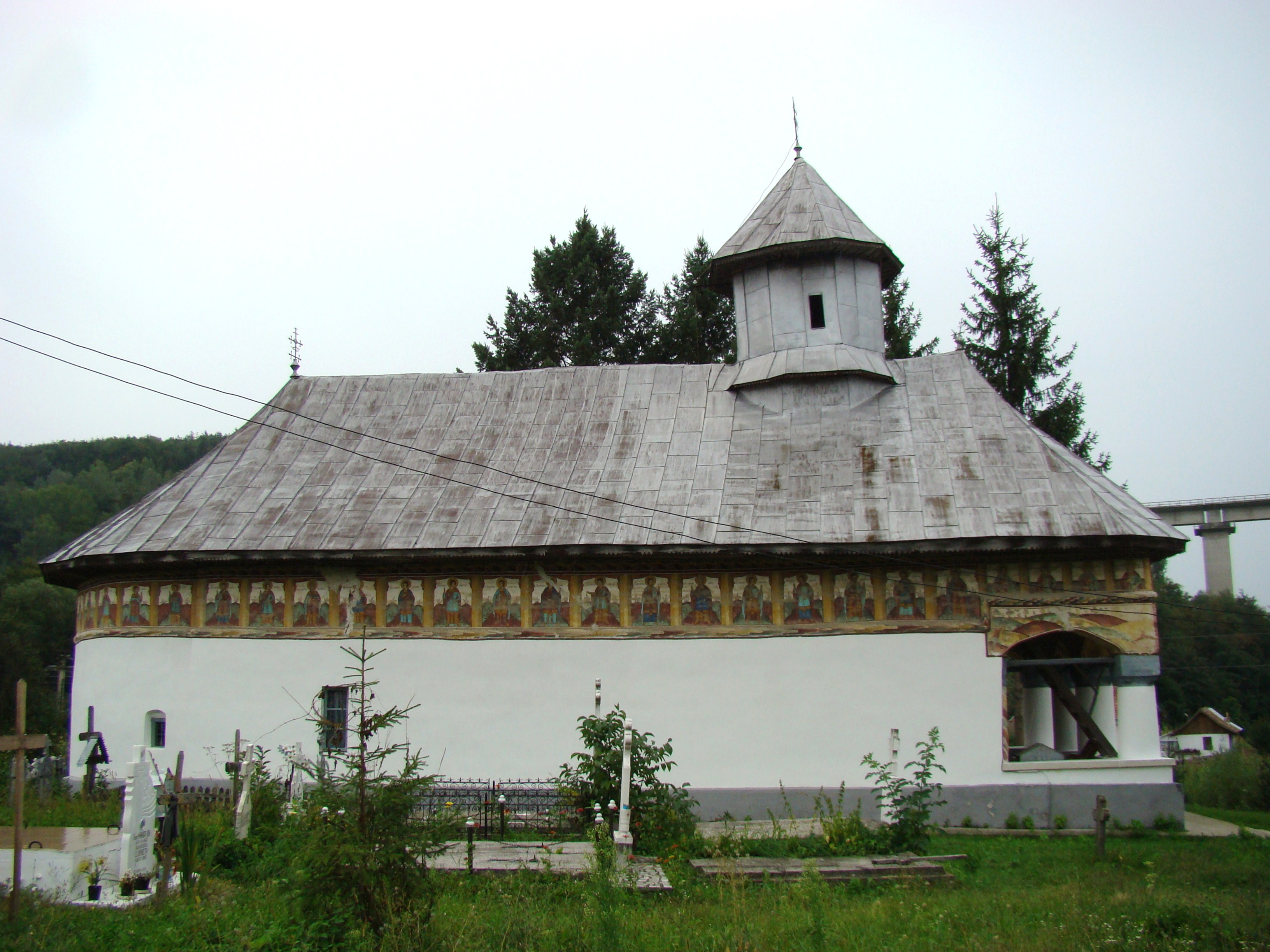
Biserica „Sfinții Arhangheli” din satul Schitu Matei

În comuna Ciofrângeni se află biserica „Sfinții Arhangheli” (1816), monument istoric de arhitectură de interes național, aflat în satul Schitu Matei, la limita cu satul Ciofrângeni.

## Imagini

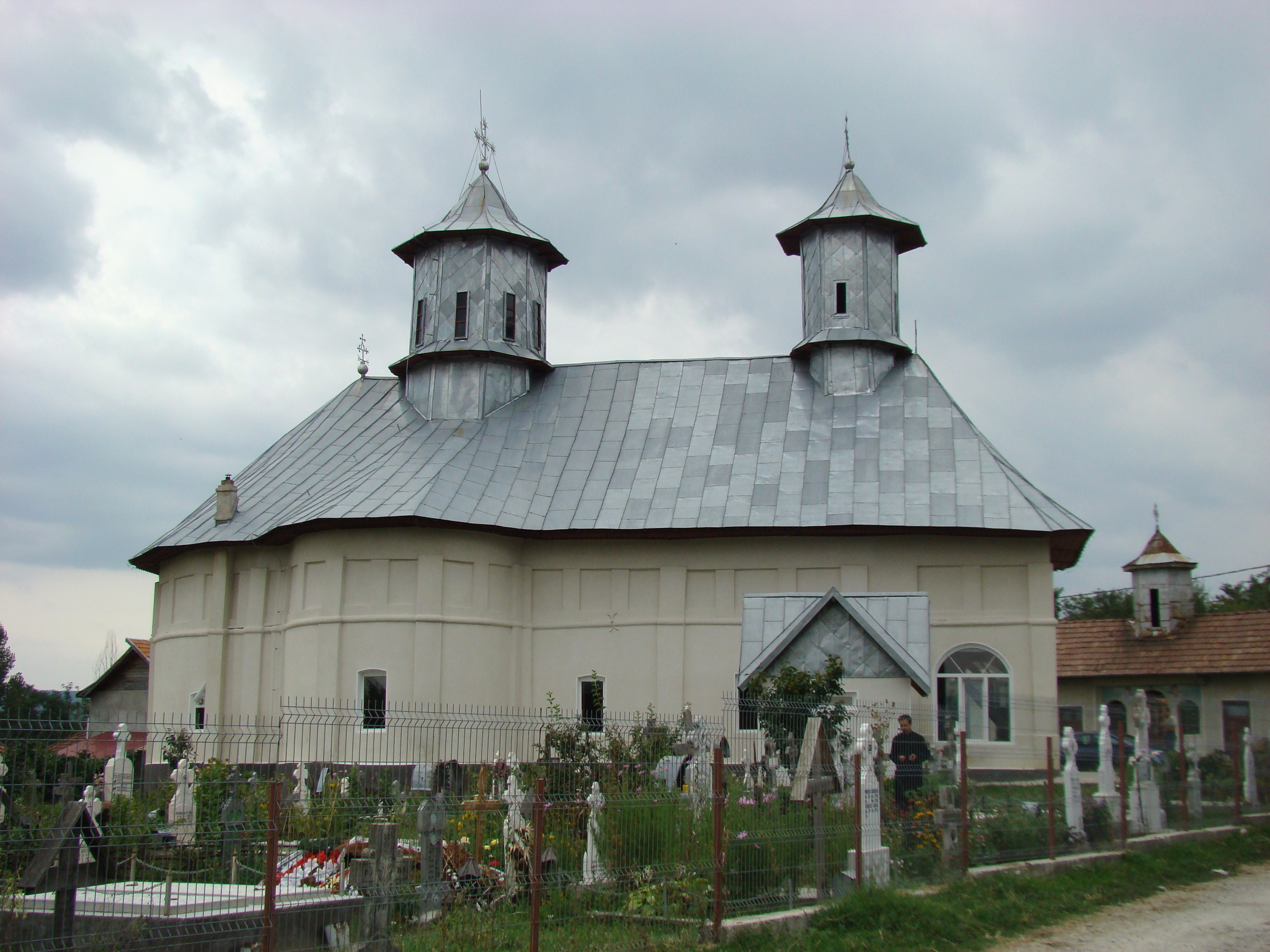
Biserica „Sfinții Voievozi” din Ciofrângeni (1872)
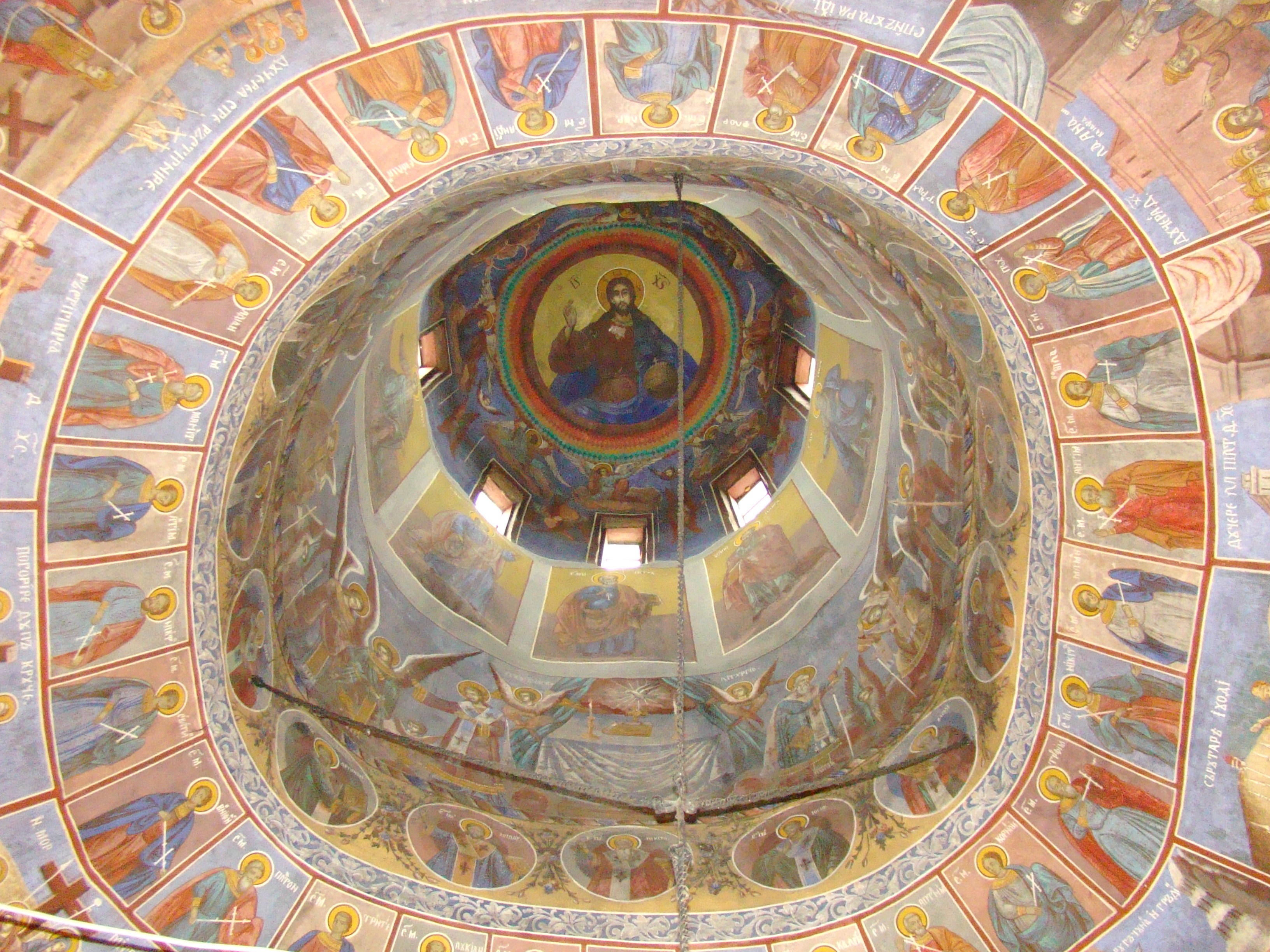
Biserica „Sfinții Voievozi” din Ciofrângeni (1872)
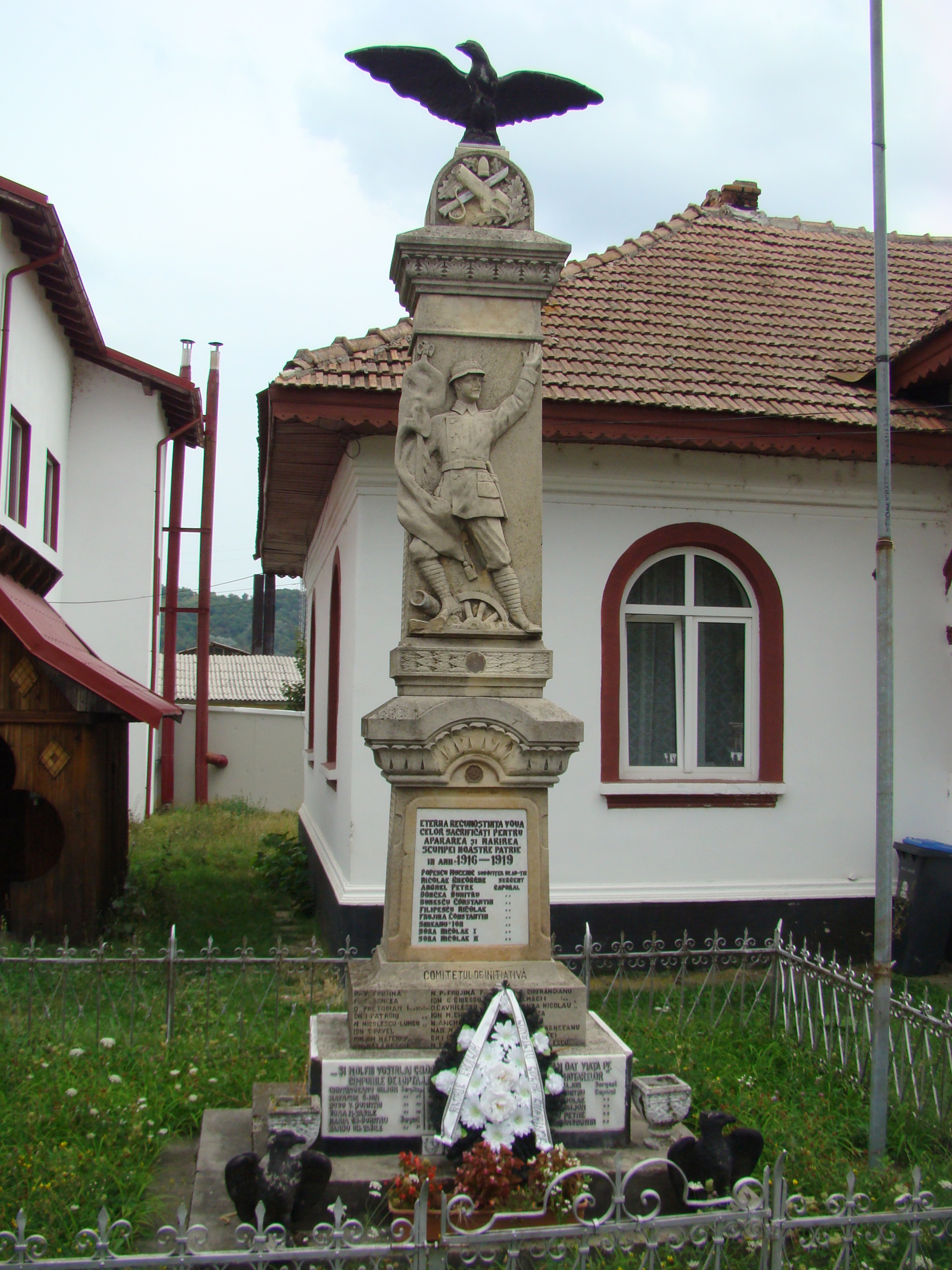
Monumentul eroilor
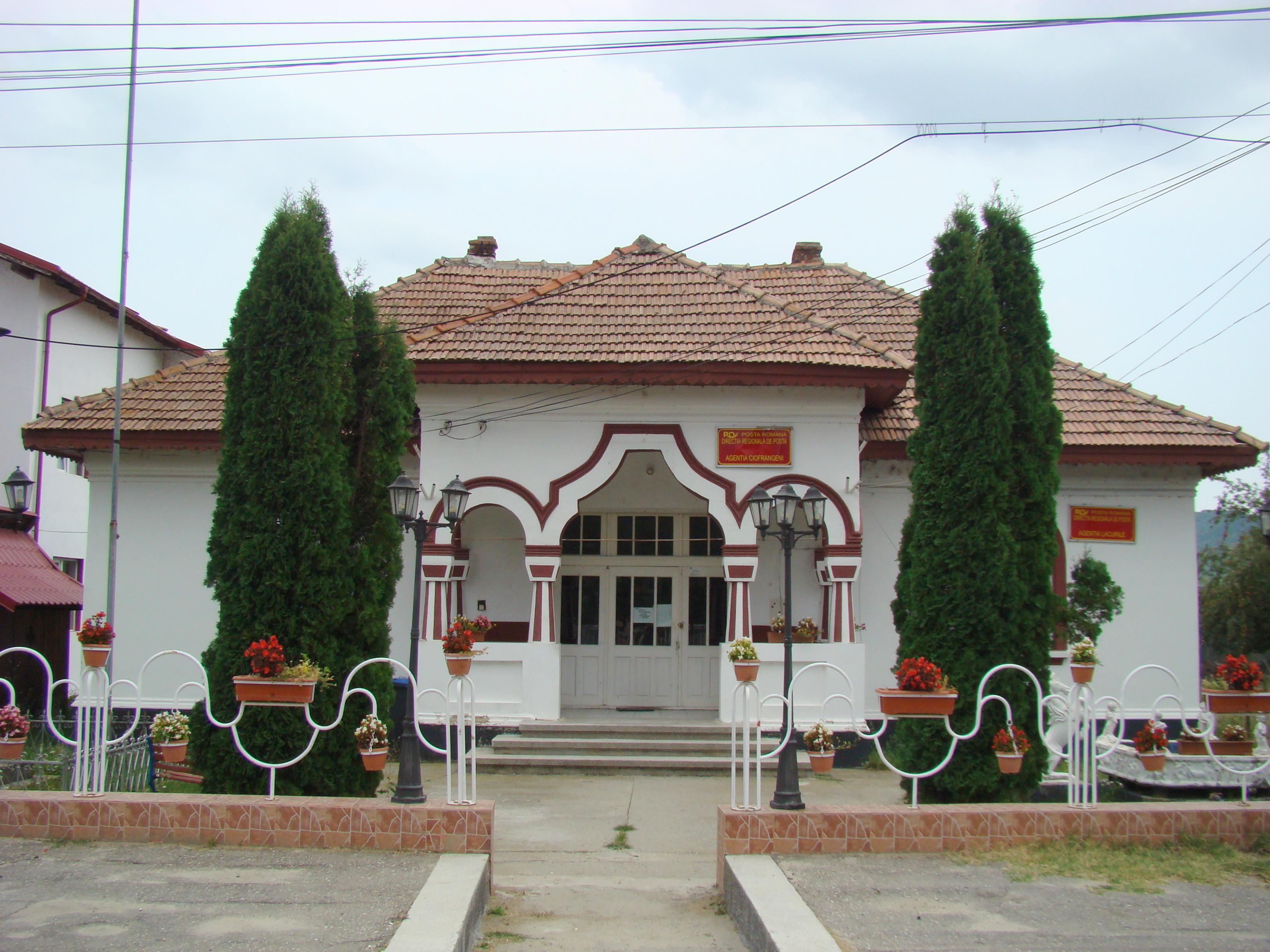
Oficiul poștal
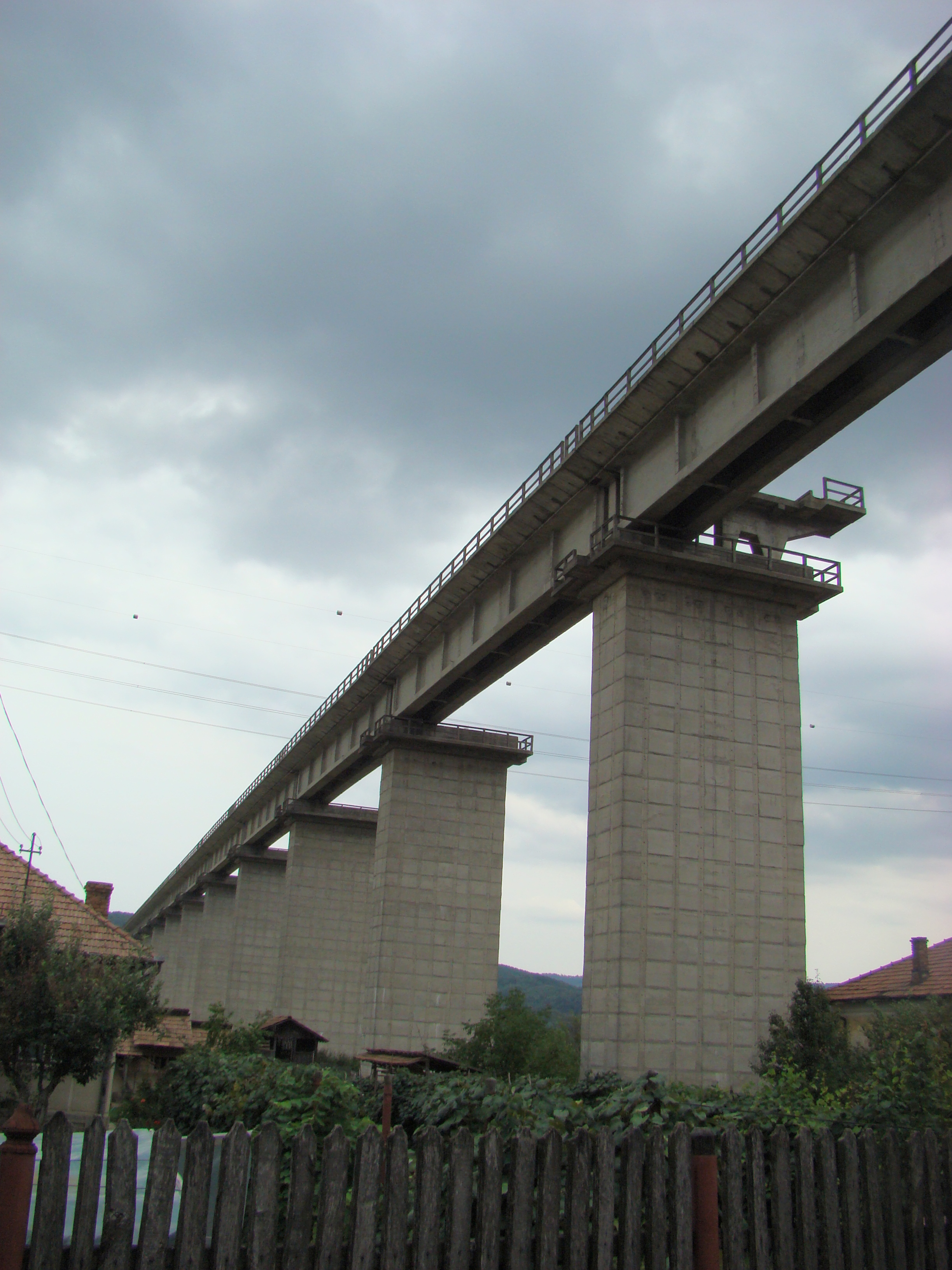
Viaductul Topolog
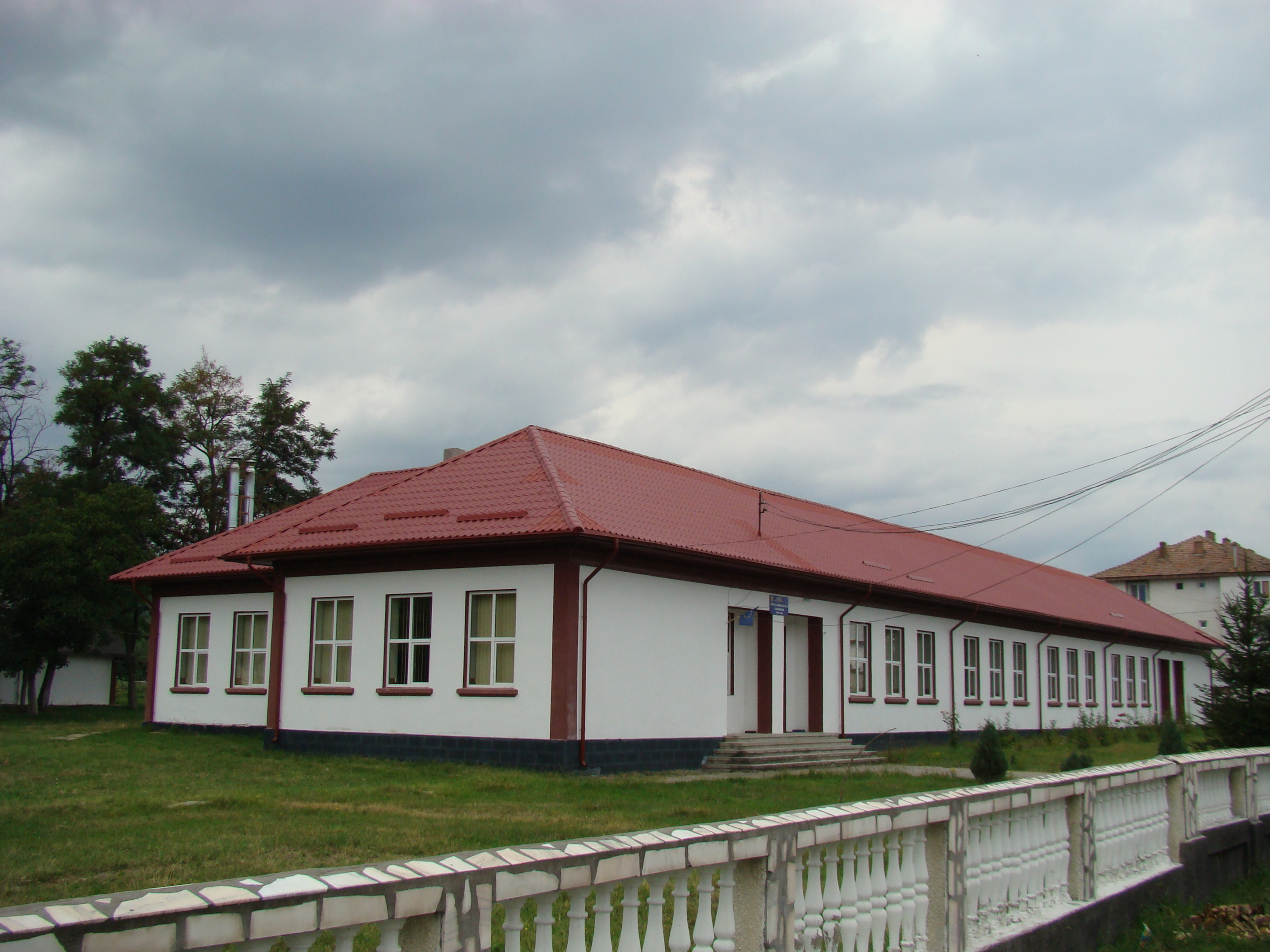
Școala gimnazială Ciofrângeni
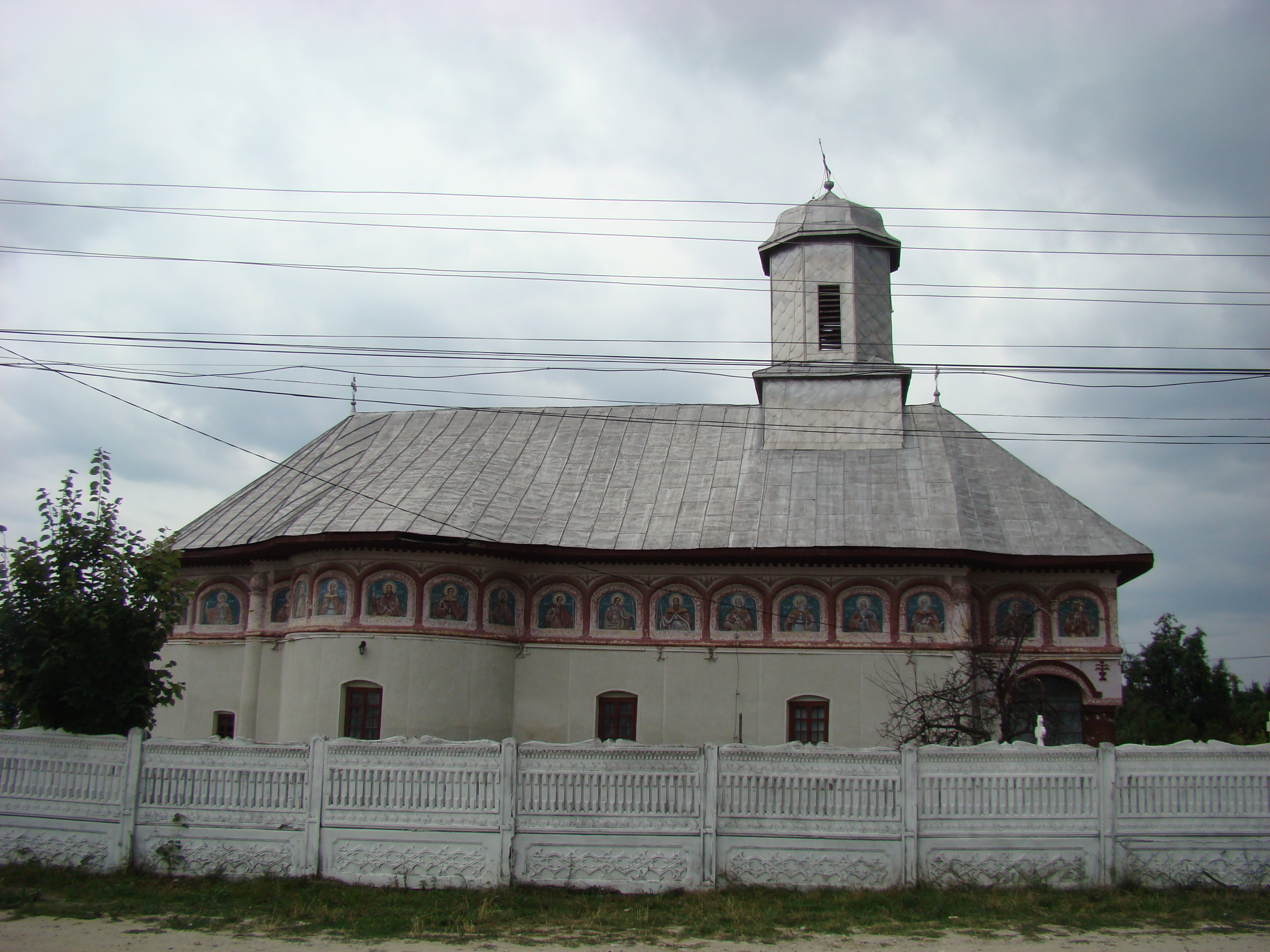
Biserica ortodoxă din Lacurile (1872)
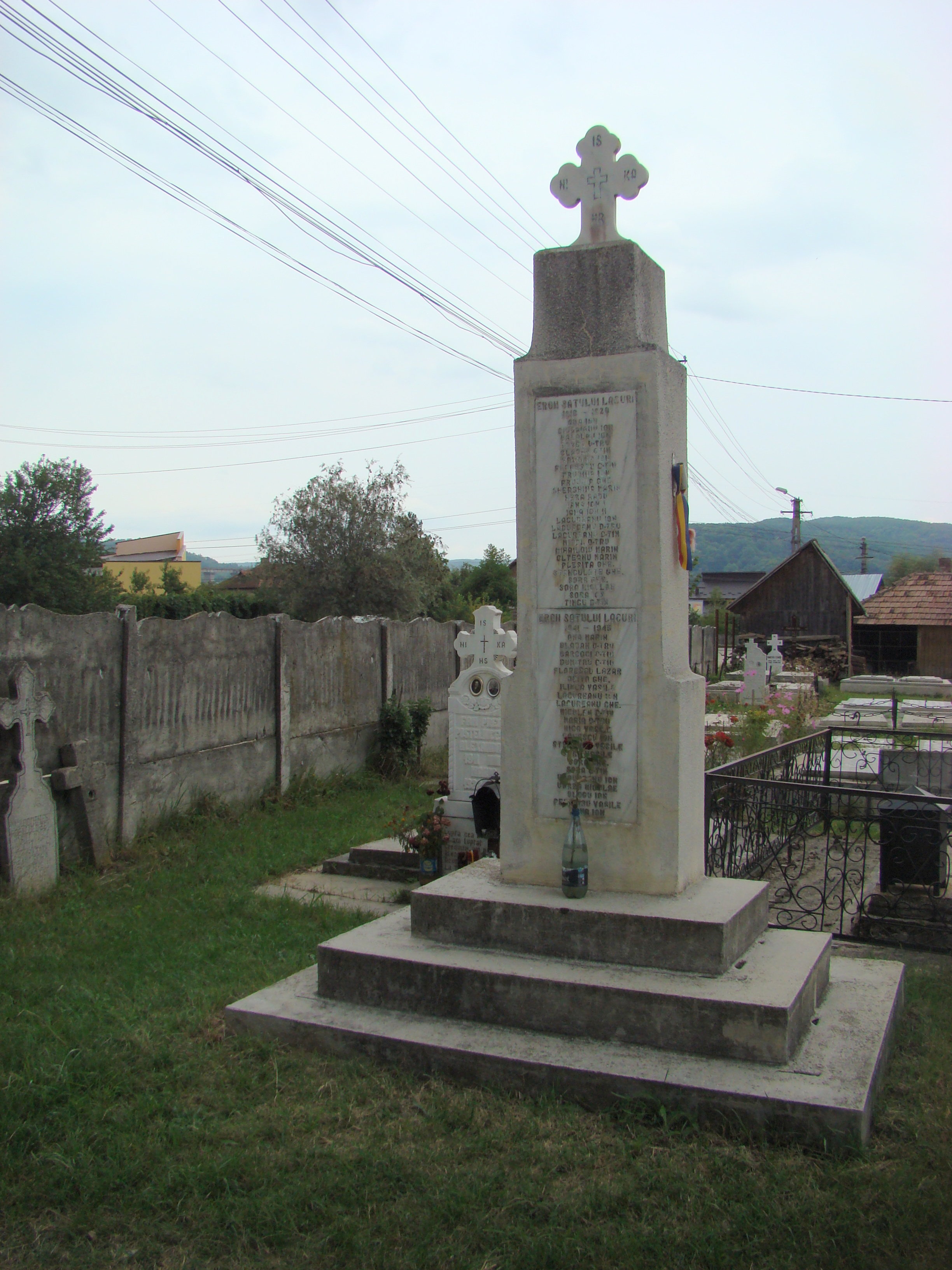
Eroii satului Lacurile
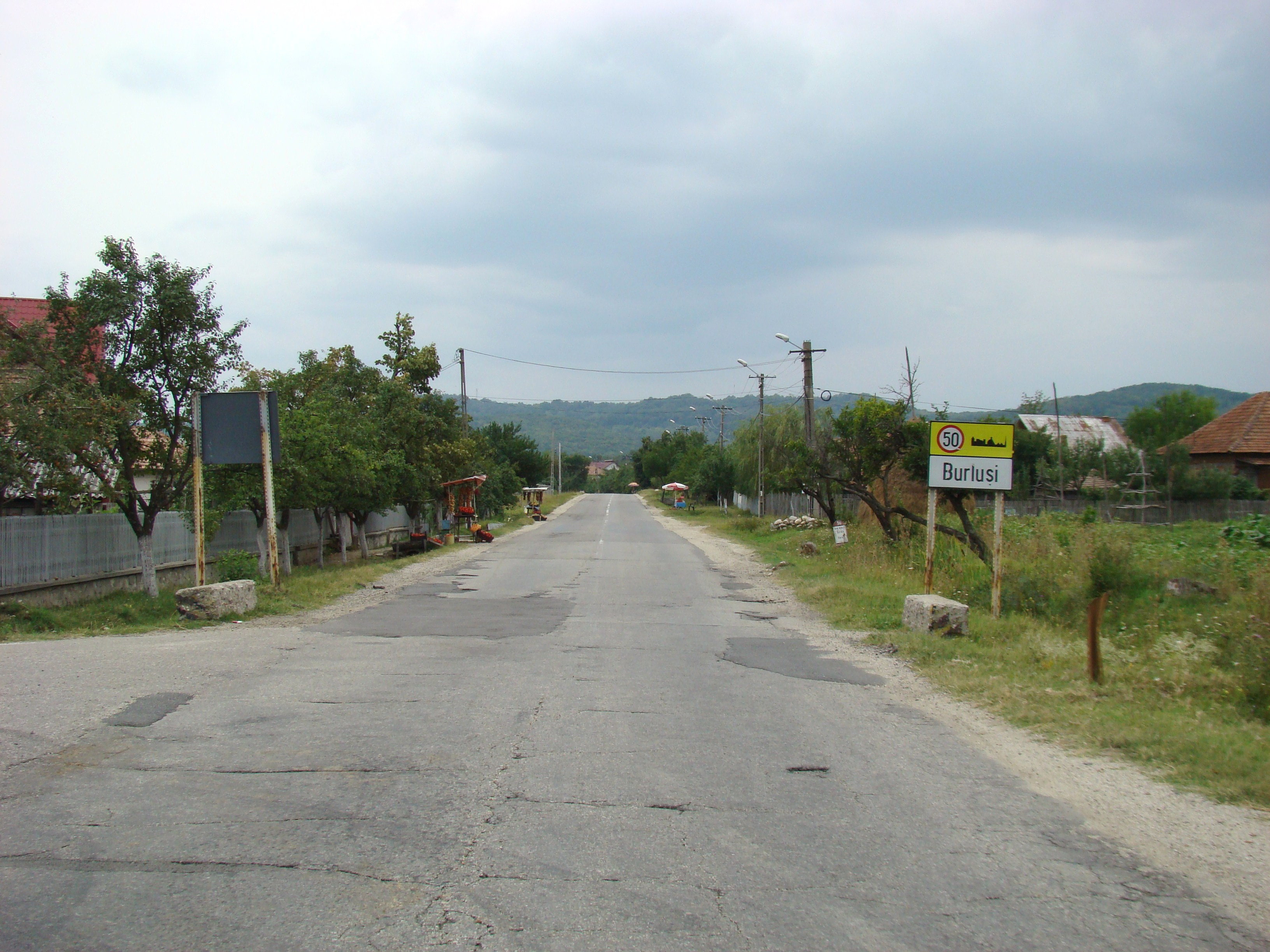
Burluși
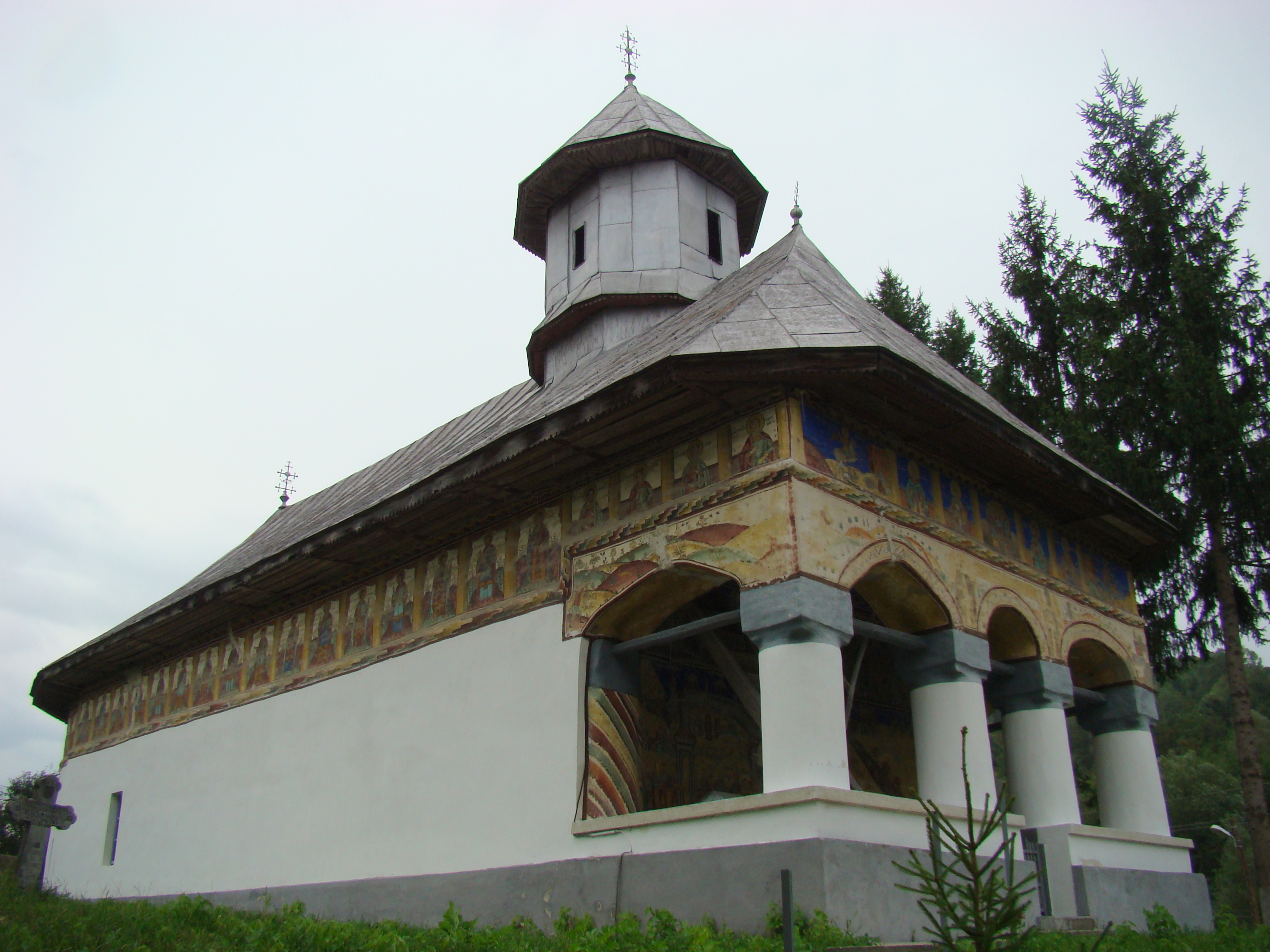
Biserica „Sfinții Arhangheli” din satul Schitu Matei (monument istoric)
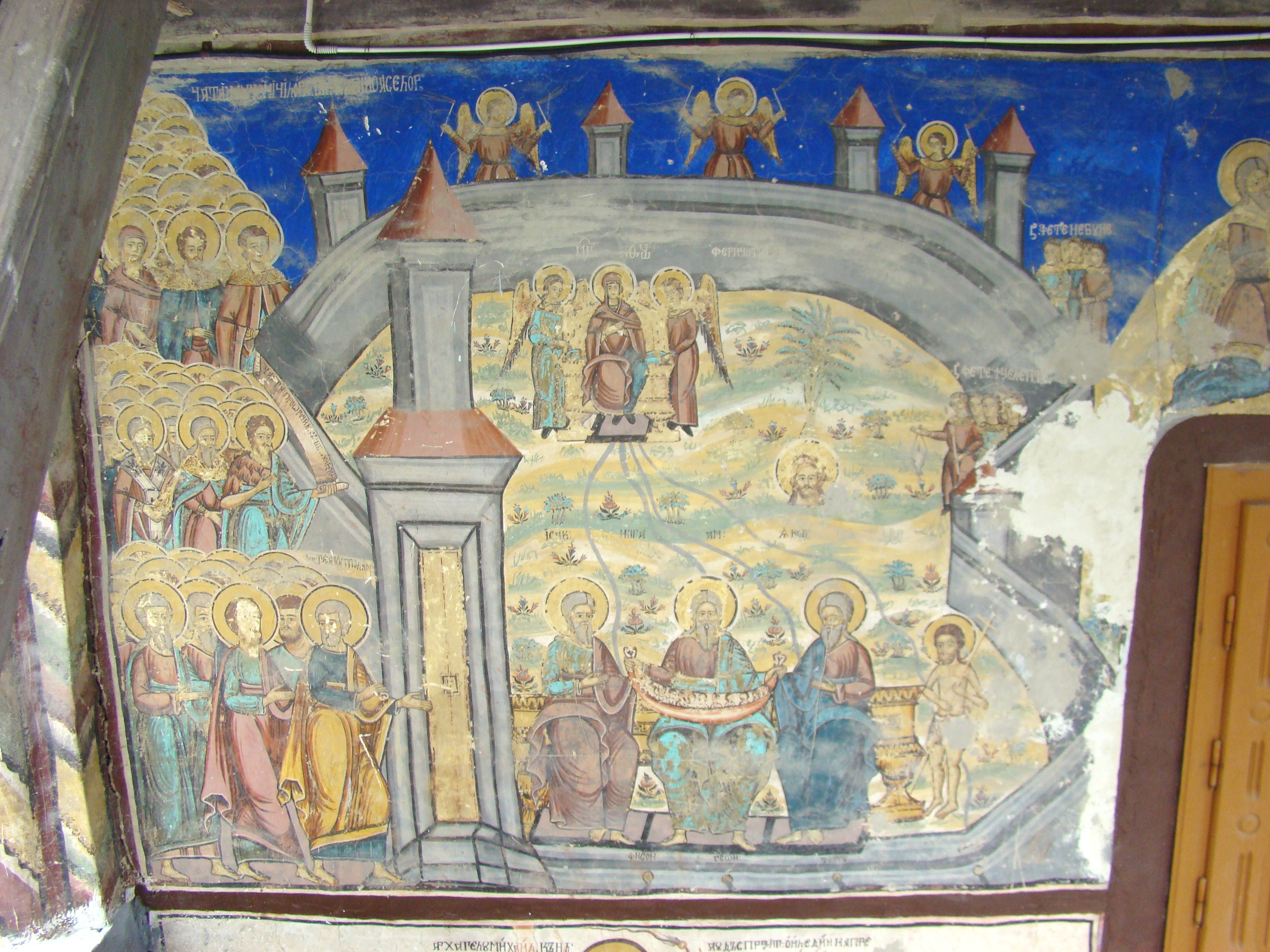
Biserica „Sfinții Arhangheli” din satul Schitu Matei (monument istoric)